# Selection
Selection es una edición extendida de Marlango, el primer disco de la banda homónima.

## Lista de canciones
1. Madness
2. Green on blue
3. Gran sol
4. Nico
5. I suggest
6. Enjoy the ride
7. It´s allright
8. No use
9. Once upon a time
10. My love
11. Maybe
12. Frozen angora
13. Every
14. Enjoy the ride (demo)
15. Classic house remix by Jean
16. Pepo Lanzoni remix
17. It´s allright remix by Jean
18. Velvet underground version
19. My love 05
20. Vete
21. Semilla negra

- Datos: Q3085871